# Rwenzorihoningzuiger
De rwenzorihoningzuiger (Cyanomitra alinae; synoniem: Nectarinia alinae) is een zangvogel uit de familie Nectariniidae (honingzuigers).

## Verspreiding en leefgebied
Deze soort telt vijf ondersoorten:
- Cyanomitra alinae derooi: noordoostelijk Congo-Kinshasa.
- Cyanomitra alinae kaboboensis: Mount Kabobo (oostelijk Congo-Kinshasa).
- Cyanomitra alinae alinae: Rwenzori-gebergte en de Virunga-vulkanen in oostelijk Congo-Kinshasa, zuidwestelijk Oeganda en noordwestelijk Rwanda.
- Cyanomitra alinae tanganjicae: oostelijk Congo-Kinshasa, zuidwestelijk Rwanda en westelijk Burundi.
- Cyanomitra alinae marungensis: Marungu-bergketen (Congo-Kinshasa).